# Surinam na Letnich Igrzyskach Olimpijskich 2012
Surinam na Letnich Igrzyskach Olimpijskich 2012, które odbyły się w Londynie, reprezentowało 5 zawodników.
Był to dwunasty start reprezentacji Surinamu na letnich igrzyskach olimpijskich.

## Reprezentanci

### Lekkoatletyka
Mężczyźni
| Zawodnik      | Konkurencja | Eliminacje | Eliminacje | Ćwierćfinał | Ćwierćfinał | Półfinał | Półfinał | Finał | Finał   |
| Zawodnik      | Konkurencja | Wynik      | Miejsce    | Wynik       | Miejsce     | Wynik    | Miejsce  | Wynik | Miejsce |
| ------------- | ----------- | ---------- | ---------- | ----------- | ----------- | -------- | -------- | ----- | ------- |
| Jurgen Themen | 100 m       | 10,55      | 1.         | 10,53       | 6.          | NQ       | NQ       | NQ    | NQ      |

Kobiety
| Zawodnik           | Konkurencja | Eliminacje | Eliminacje | Ćwierćfinał | Ćwierćfinał | Finał | Finał   |
| Zawodnik           | Konkurencja | Wynik      | Miejsce    | Wynik       | Miejsce     | Wynik | Miejsce |
| ------------------ | ----------- | ---------- | ---------- | ----------- | ----------- | ----- | ------- |
| Kirsten Nieuwendam | 200 m       | 24,07      | 8.         | NQ          | NQ          | NQ    | NQ      |

### Badminton
| Zawodnik          | Konkurencja             | Faza grupowa             | Faza grupowa | Eliminacje       | Ćwierćfinały     | Półfinały        | Finał            | Finał   |
| Zawodnik          | Konkurencja             | Przeciwnik Wynik         | Pozycja      | Przeciwnik Wynik | Przeciwnik Wynik | Przeciwnik Wynik | Przeciwnik Wynik | Pozycja |
| ----------------- | ----------------------- | ------------------------ | ------------ | ---------------- | ---------------- | ---------------- | ---------------- | ------- |
| Virgil Soeroredjo | Gra pojedyncza mężczyzn | Shō Sasaki P 7:21, 12:21 | 2.           | NQ               | NQ               | NQ               | NQ               | NQ      |

### Pływanie
Mężczyźni
| Zawodnik     | Konkurencja      | Eliminacje | Eliminacje | Półfinał | Półfinał | Finał | Finał   |
| Zawodnik     | Konkurencja      | Czas       | Miejsce    | Czas     | Miejsce  | Czas  | Miejsce |
| ------------ | ---------------- | ---------- | ---------- | -------- | -------- | ----- | ------- |
| Diguan Pigot | 100 m klasycznym | 1:05,55    | 43.        | NQ       | NQ       | NQ    | NQ      |

Kobiety
| Zawodnik       | Konkurencja   | Eliminacje | Eliminacje | Półfinał | Półfinał | Finał | Finał   |
| Zawodnik       | Konkurencja   | Czas       | Miejsce    | Czas     | Miejsce  | Czas  | Miejsce |
| -------------- | ------------- | ---------- | ---------- | -------- | -------- | ----- | ------- |
| Chinyere Pigot | 50 m dowolnym | 26,30      | 40.        | NQ       | NQ       | NQ    | NQ      |